# Ukrajinská vlajka

Ukrajinská vlajka
Poměr stran: 2:3

Ukrajinská námořní válečná vlajka
Poměr stran: 2:3

Vlajka Ukrajiny je tvořená listem o poměru stran 2:3 se dvěma vodorovnými pruhy, modrým a žlutým. Byla přijata 28. ledna 1992.

## Symbolika
Modrý pruh symbolizuje nebe a žlutý pruh symbolizuje zralá pšeničná pole. Ukrajina je pro svá rozlehlá pole s úrodnou černozemí přezdívána „obilnice Evropy“.
| Schéma  | Modrá      | Žlutá      |
| ------- | ---------- | ---------- |
| Pantone | 285 C      | 108 C      |
| RGB     | 58-117-196 | 249-221-22 |
| CMYK    | 89-43-0-0  | 0-6-95-0   |

Rozměry ukrajinské vlajky
Vzor svislého vyvěšení ukrajinské vlajky
Vlajka ukrajinského prezidenta Poměr stran: 1:1
Zdroj ukrajinské vlajky (nebe a pšeničné pole)

## Historie
V letech 882–1169 bylo dnešní hlavní město Ukrajiny – Kyjev – hlavním městem nejstaršího východoslovanského státu Rus, historiky později nazvaného Kyjevská Rus. Po rozpadu na několik nezávislých knížectví (1132) byl roku 1240 při mongolském vpádu do Evropy Kyjev dobyt. Od konce 14. století byla země rozdělena mezi Polsko a Litvu. Po pokusu o vytvoření nezávislého státu v letech 1648–1654 však docházelo k postupnému připojování ukrajinského území k Rusku.
Od konce 18. století do začátku 20. století se Ukrajina ocitla pod vládou dvou impérií – carského Ruska a Habsburské monarchie (později od roku 1804 Rakouského císařství a od roku 1867 Rakouska-Uherska).
V roce 1848 se začaly užívat modro-žluté vlajky se žlutým lvem ve skoku, které byly inspirovány starým haličským znakem (viz Haličsko-volyňské knížectví). V krátké době však byl lev odstraněn a užívala se pouze modro-žlutá, vodorovná bikolóra, shodná se současnou vlajkou. Po první ruské revoluci v roce 1905 se vlajka rozšířila po celé Ukrajině.
Na jaře roku 1917 založená Ústřední rada začala na Ruské prozatímní vládě požadovat autonomii (a v červnu ji i vyhlásila). Po bolševické revoluci pak vyhlásila protisovětskou Ukrajinskou lidovou republiku. O něco později pak na části ukrajinského území vznikla prosovětská Ukrajinská lidová republika sovětů a několik dalších nezávislých subjektů. ULR užívala žluto-modré vlajky, tedy s obráceným pořadím než u současné vlajky. ULRS užívala (zdroje informací jsou však sporné) červený list se žluto-modrou bikolórou v kantonu.

Vlajka Ukrajinské lidové republiky (1917–1921) Poměr stran: neznámý
Vlajka Ukrajinské lidové republiky sovětů (1917–1918) Poměr stran: neznámý

Po občanské válce se 8. února 1918 chopily moci sovětské oddíly. Ústřední rada však podepsala separátní mír s Německem a 18. února německá a rakouská armáda začala obsazovat Ukrajinu, kde byla nastolena loutková vláda (Ukrajinský stát) s hejtmanem Pavlem Skoropadským. Vlajkou byla opět modro-žlutá bikolóra.

### Meziválečné období
V nepřehledné době změn hranic mezi I. světovou válkou (rozpad Rakouska-Uherska) a koncem II. světové války byla některá území dnešní Ukrajiny součástí jiných států a užívaly se na nich příslušné státní vlajky. Naopak Ukrajinský stát zasahoval do území dnešního Polska, Běloruska, Moldavska a Ruska.
V českém prostředí je nejznámější Podkarpatská Rus, která byla za tzv. První republiky v letech 1920–1939 součástí Československa. V rámci zemského uspořádání užívala i vlastní vlajku.
Za II. světové války byla Ukrajina okupována nacistickým Německem.

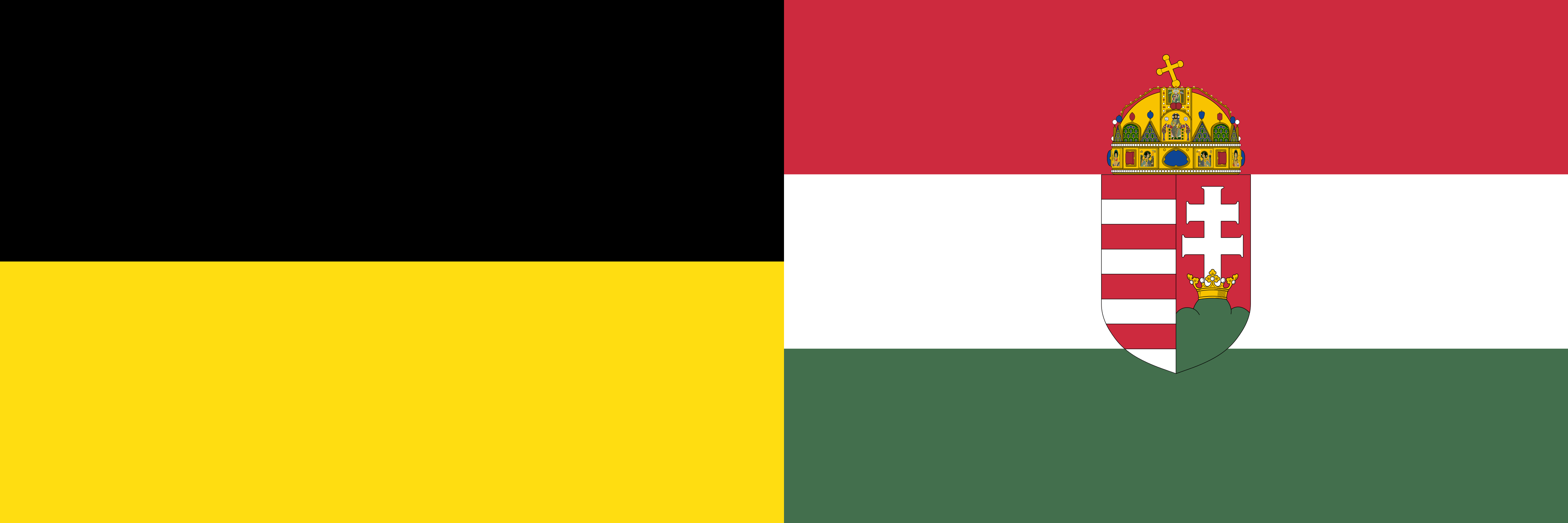
Vlajky Rakouska-Uherska Poměry stran: 2:3
Československá vlajka Poměr stran: 2:3
Vlajka Podkarpatské Rusi Poměr stran: 7:11
Vlajka Haličské sovětské socialistické republiky Poměr stran: 1:2
Moldavská vlajka Poměr stran: 1:2
Vlajka Oděské sovětské republiky
Polská vlajka Poměr stran: 2:3
Rumunská vlajka Poměr stran: 2:3
Ruská vlajka za I. sv. války Poměr stran: 2:3
Vlajka nacistického Německa Poměr stran: 3:5

### Sovětská éra
30. prosince 1922 byla Ukrajina začleněna pod názvem Ukrajinská sovětská socialistická republika do Sovětského svazu. 15. ledna 1923 byla zavedena vlajka poplatná sovětskému vzoru. Tvořil ji červený list se žlutou zkratkou USSR v azbuce (У.С.С.Р.) v horním rohu.
V roce 1927 se zkratka změnila na У.С.Р.Р., která odpovídala názvu republiky v ukrajinštině.
30. ledna 1937 se iniciály změnily na УРСР, pod nimiž byl žlutý srp a kladivo, symboly komunistické moci (není obrázek).
V květnu téhož roku se na vlajce změnilo písmo (tučnější) a srp s kladivem se přesunuly nad zkratku.
21. listopadu 1949 byla vlajka Ukrajinské SSR výnosem Nejvyššího sovětu USSR změněna. Jako jedna z prvních zavedla Ukrajina vlajku podle vzoru, který převzaly později i ostatní republiky. Šlo o doplnění vlajky SSSR jedním či více pruhy. Vlajka USSR byla doplněna o světle modrý pruh při dolním okraji.
Tehdejší vlajka Ukrajinské SSR společně s tehdejší vlajkou Běloruské SSR byly jako jediné z vlajek svazových republik Sovětského svazu běžně užívány na mezinárodním poli a byly také vyvěšeny před sídlem OSN v New Yorku.

Vlajka Ukrajinské sovětské socialistické republiky (1923–1927)
Vlajka Ukrajinská sovětská socialistická republika (1927–1937)
Vlajka Ukrajinské SSR (1937–1949)
Vlajka Ukrajinské SSR (1949–1992)

### Samostatnost
8. září 1989 bylo v Kyjevě založeno Národní hnutí za přestavbu '"Ruch'". Symbolem se stala modro-žlutá ukrajinská vlajka z let 1918–1920. 15. září 1990 povolil kyjevský sovět užívání této vlajky společně s vlajkou dosavadní. 24. srpna 1991 byla vyhlášena nezávislost pod názvem Ukrajina. 4. září tato vlajka zavlála i na budově parlamentu, přestože nebyla schválena. Nová (současná) vlajka o poměru stran 2:3 byla přijata až 28. ledna 1992 na zasedání Nejvyšší rady. Modrá barva byla ale tmavší než barva historické vlajky.

## Den ukrajinské vlajky
Den vlajky se na Ukrajině slaví od roku 2004 dne 23. srpna, den před svátkem Dne nezávislosti. Svátek zavedl dekretem prezident Leonid Kučma k uctění staletých dějin vzniku ukrajinského státu a státních symbolů nezávislé Ukrajiny a také k podpoře úcty občanů ke státním symbolům Ukrajiny. V roce 2009 provedl prezident Viktor Juščenko změny dekretu a zavedl každoroční oficiální ceremoniál vztyčování vlajky.

## Vlajky ukrajinských správních celků

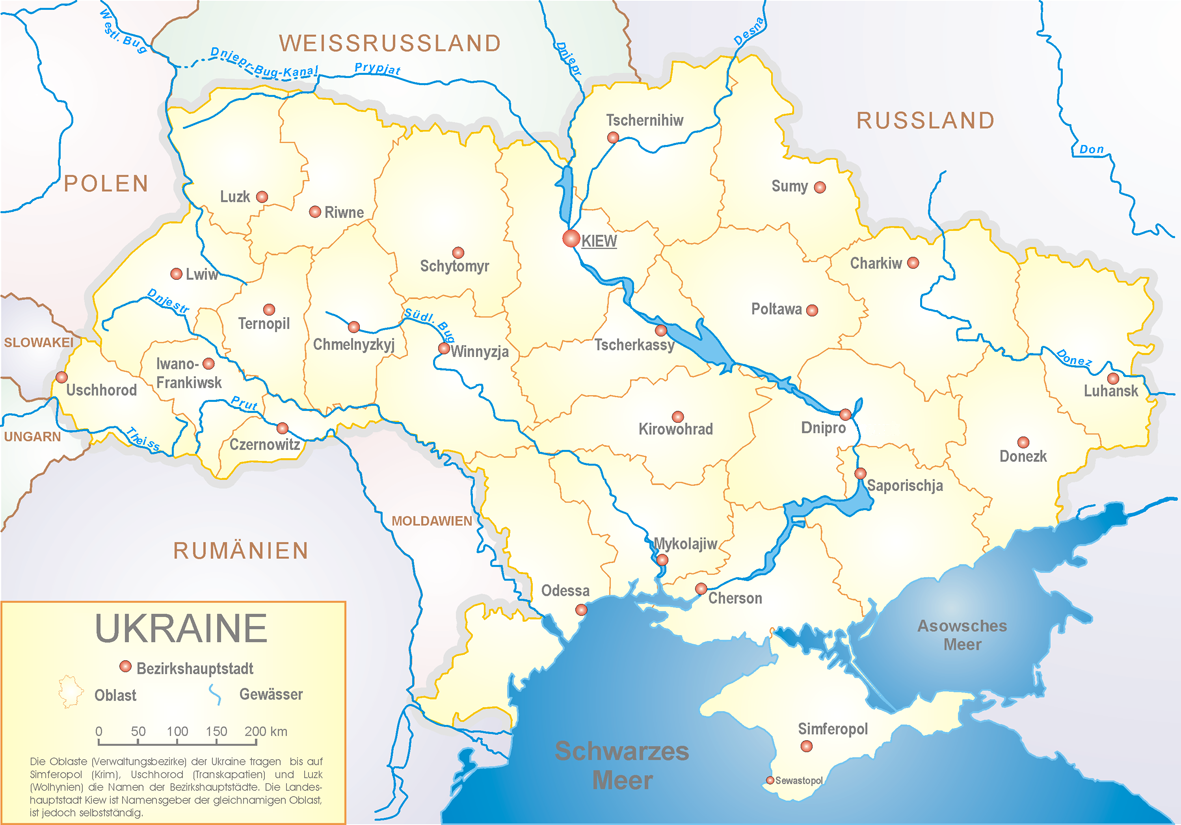
Administrativní členění Ukrajiny

Ukrajina se člení na 27 správních celků: 2 města se speciálním statutem (Kyjev a Sevastopol), 1 autonomní republiku (Autonomní republika Krym) a 24 oblastí. Všechny celky užívají vlastní vlajku.
Po anexi Krymu Ruskem v roce 2014 je však Autonomní republika Krym de facto Republikou Krym, jednou z (mezinárodně neuznaných) autonomních republik Ruské federace, a město Sevastopol, ukrajinské město se speciálním statutem, je de facto ruským federálním městem.

Kyjev Poměr stran: 2:3
Sevastopol Poměr stran: 2:3
Krymská vlajka Poměr stran: 1:2

Vlajky ukrajinských oblastí
Některé oblasti vyhlásily vlastní stát, viz vlajka Doněcké lidové republiky a vlajka Luhanské lidové republiky. Po ruské invazi na Ukrajinu v roce 2022 jsou některé oblasti, nebo jejich části, pod kontrolou ruských vojsk, situace je však složitá.